# Anna Bogucka-Skowrońska
Anna Bogucka-Skowrońska   (Radom, 23 de febrer de 1942) és una política, advocada polonesa, senadora del Parlament polonès en diverses legislatures, antiga jutge del Tribunal de l'Estat durant 2 mandats.

## Premis i condecoracions
- 2016: Creu de Llibertat i Solidaritat[3]
- 2009: Creu del comandant de l'Orde Polònia Restituta[4]
- 2002: Creu d'oficial de l'Ordre de Polònia Restituta[5]